# Колки (Саратовская область)
Колки — село в Петровском районе Саратовской области России. Входит в Пригородное муниципальное образование.

## География
Находится на расстоянии примерно 17 километров по прямой на юг-юго-восток от районного центра города Петровск.

## История
Официальная дата основания 1890 год. В 1980-е годы центральная усадьба совхоза «Колкинский».

## Население
| 2002 | 2010 |
| ---- | ---- |
| 232  | ↘148 |

Постоянное население составило 232 человека (русские 49%, мордва 41%) в 2002 году, 148 в 2010.